# Пензенський трамвай
Пензенський трамвай — пасажирська трамвайна система на дизельній тязі в місті Пенза, яка діяла з 1935 по 1937 рік.

## Історія
У 1930-х роках в Пензі постало питання про організацію пасажирських перевезень між центром і промисловими підприємствами на околиці міста. Поштовхом для побудови трамвая послужив колективний лист робтників велозаводу в Москву. З Москви надійшла вказівка: «в найкоротші терміни пустити до заводу трамвай!»
Була побудована вузькоколійна лінія (колія 750 мм), на велозаводі виготовили вагон і влітку 1935 року розпочався рух трамваю по маршруту «Драмтеатр — велозавод».
Поїзда складався з мотовоза з двома причіпними пасажирськими вагонами, курсував від Драмтеатру вулицями Бакуніна, Плеханова, через тунель під залізничним вокзалом, далі по вулицях Коваля, Пролетарської і Заводському шосе до прохідної велозаводу.
Вузькоколійна трамвайна лінія мала довжину 2,8 км і була одноколійною з додатковими коліями на кінцевих пунктах, службовців. Експлуатацією трамвая займався Горкомгосп, ремонт рухомого складу проводився в майстернях велозаводу.
Працював пензенський трамвай недовго. Неправильне розташування залізничної колії, вузька колія привели до того, що вагони були нестійкими і кілька разів перекидалися разом з пасажирами. Восени 1937 року трамвай, який приніс великі збитки, припинив своє існування. Замість трамвая було організовано автобусне сполучення.

## Інші проєкти
У 1940-х роках постала необхідність створення в Пензі міського електротранспорту. Розглядалися два варіанти — будівництво ширококолійного електричного трамвая, або будівництво тролейбуса. Вибір був зроблений на користь тролейбуса, який був побудований і відкритий у 1948 році.
У ЗМІ обговорюється можливість організації в Пензі внутрішньоміського пасажирського сполучення по існуючих залізничних коліях.